# Nebetu
Nebetu foi uma deusa da antiga religião egípcia que personifica a fertilidade e era esposa de Quenúbis. Foi cultuada em Esna, onde era tida como forma local da deusa Hator, mas sua adoração não foi muito disseminada no vale do rio Nilo. Era apelada como "Mestra do Território".